# Miguel Jiménez Ponce
Miguel Jiménez Ponce (* 14. März 1990 in Xalisco, Nayarit) ist ein mexikanischer Fußballspieler auf der Position des Torwarts.

## Laufbahn
Jiménez begann seine Laufbahn im Alter von zehn Jahren bei seinem Heimatverein in Xalisco und kam später in den Nachwuchsbereich des Club Deportivo Guadalajara, bei dem er bis zum Saisonende 2023/24 unter Vertrag stand, bevor er im Juli 2024 zum Club Puebla wechselte. Lediglich im zweiten Halbjahr 2015 spielte er auf Leihbasis für die Coras de Tepic, für die er in der Apertura 2015 insgesamt sechs Einsätze in der zweiten Liga absolvierte.
Für seinen eigentlichen Verein Chivas hat Jiménez hingegen bisher noch keinen einzigen Einsatz in der höchsten mexikanischen Spielklasse absolviert. Dafür kam er in den Begegnungen des Pokalwettbewerbs der Clausura 2017 zum Einsatz, an dessen Ende die Mannschaft aus Guadalajara den Turniersieg verbuchen konnte. Im Pokalfinale, das am 20. April 2017 im heimischen Estadio Chivas ausgetragen wurde, war Jiménez nach einer torlosen Begegnung gegen die Monarcas Morelia der Held seiner Mannschaft im anschließenden Elfmeterschießen, das dank drei von ihm gehaltener Schüsse mit 3:1 gewonnen wurde. In derselben Halbsaison gewann er mit Chivas auch einen weiteren Meistertitel. Durch den Gewinn des Meistertitels spielte Chivas in der CONCACAF Champions League 2018, die die Mannschaft aus Guadalajara auch dank Torwart Jiménez gewann, der das Finalhinspiel beim Toronto FC bestritt, das 2:1 gewonnen wurde.

## Erfolge
- Mexikanischer Meister: Clausura 2017
- Mexikanischer Pokalsieger: Clausura 2017
- Sieger der CONCACAF Champions League: 2018